# Gura Căinarului, Florești
Gura Căinarului este un sat din raionul Florești, Republica Moldova, reședința comunei omonime. Comuna Gura Căinarului are o suprafață totală de 27,03 km² fiind cuprinsă într-un perimetru de 24.90 km². Din comună face parte și sătucul Zarojani, a cărui populație este formată în mare parte de ucraineni, ai căror rădăcini se trag din satul băștinaș cu același nume situat în raionul Hotin (Ucraina). Satul Gura Căinarului este situat în preajma șoselei Naționale Soroca-Bălți, prin sat trece calea ferată Bălți-Mateuți, satul este în vecinătate cu satele Putinești, Prajila, Lunga, Ivanovca, orașul Mărculești. Teritoriul satului este scăldat de două râuri Răut (Hidronimul- râu) și Căinar (Hidronimul-izvor) de asemenea satul este renumit prin izvoarele sale de ape minerale. In sat este gimnaziu, grădiniță de copii, punct medical, casă de cultură, primărie, moară, biserică, bibliotecă, oficiu poștal, post de politie, fabrică de îmbuteliere a apei minerale și numeroase centre comerciale.

## Istorie
Specialiștii în arheologie au depistat aici doua așezări umane apărute cu mai bine de 12.000 ani.în.Hr (Ion Hîncu Vetrele Strămoșești) pe locurile lor fiind colectate oase de animale, cărbuni de lemn, așchii și unelte din cremene toate acestea datând din perioada târzie a paleoliticului. Prima atestare documentară a satului Gura Căinarului apare la 20 august 1588, când voievodul Moldovei, Petru Șchiopul, îi făcuse danie lui Andrei hatman și pârcălab de Suceava un rând de sate din lunca Răutului, inclusiv Nemteni și Căinărești din preajma râului, inclusiv un preot și câțiva băjenari din Țara Leșească:
„Din mila lui dumnezeu, noi Io Petru voievod, domn al Țării Moldovei. Facem cunoscut cu această carte a noastră, tuturor celor ce o vor vedea sau o vor auzi cetindu-se, că acest adevărat al nostru credincios și cinstit boier, jupan Andrei hatman ne-a slujit drept și credincios. De aceia noi, văzând slujba lui dreapta și credincioasă către noi, i-am miluit pe dânsul, cu deosebita noastră mila și i-am dat și i-am miluit pe dânsul dela noi, în țara noastră, în Moldova, cu un sat anume Zăvădinele, care este în ținutul Sorocii, pe râul Răut și pe amândouă părțile Răutului și cu loc de mori la râul Răutului, care acest sat a fost sat drept domnesc.

...

Iar apoi, s'au sculat niște sate, anume Budăeștii și Heciul și alte sate, ce sunt în prejurul Zăvădenilor și ni s'au plâns și și-au cerut hotarnic pe credinciosul nostru Danciul fost pârcălab, ca să le hotărnicească lor dinspre satul Zăvădini. ...

...

Dar noi am cercetat cu amănuntul, pentru rândul acestui sat Zăvădini și pentru hotarul lui pe unde a ținut. Astfel, așa am aflat că acest sat Zăvădini a fost scutărie domnească, făcută de Alexandru voievod. Și atunci, când a fost acolo scutărie , el a risipit toate satele, câte au fost pe Răut, pe amândouă părțile Răutului până la Nemțeani. Și era hotarul satului avadinilor, în jos până la Nemțeani și până la gura Caenarului, iar din sus, cat au putut cuprinde din destul, pentru că în sus de Zăvadini era loc pustiu. ...

... .

Iar pentru mai mare putere și întărire a toate acestor mai sus scrise, am poruncit credinciosului și cinstitului nostru boier, jupan Lupul Stroici mare logofăt, să scrie si să atârne pecetea noastră la aceasta adevărata carte de seamă a noastră.

A scris Roșca uricar în Iași, în anul 7096 <1588> August 20.”
Pe atunci siliștea avea o bisericuță de lemn acoperită cu stuf. Moșierul satului Enache Panaiti care depuse jurământ de credință țarului obținând titlul de nobil a ridicat pe acest ținut o biserică din piatră în care băștinașii satului se roagă și astăzi. La împodobirea bisericii au contribuit boierul Nicolae si soția sa Maria Leonard înhumați în ograda bisericii, mormintele cărora sau păstrat cu sfințenie și până astăzi. In 1817 satul întrunea 92 de familii țărănești, 3 familii de mazili (categorie privilegiată de agricultori, descendenți din "slugi domnești" destituite din dregătoria la curte) și 2 preoți. În aprilie 1835 găsim Gura Căinarului în proprietatea boierului Nicolae Leonard cu toate cele 81 de familii de țărani (Recensământul localităților înfăptuit de autoritățile țariste în gubernia Basarabiei în 1897, a găsit în Gura Căinarului o populație de peste 500 de suflete, cu 236 bărbați și 205 femei). În 1893 a fost data în exploatare linia de cale ferată Bălți-Florești-Râbnița satul a ieșit în lume cu ajutorul noii magistrale de oțel.
La începutul secolului al XX-lea în cele 174 de case din localitate viețuiau 924 de suflete (Dicționarul geografic al Basarabiei, București, 1904). Dicționarul statistic al Basarabiei, scos de sub tipar în 1923 la Chișinău, atestă aici 564 bărbați și 572 de femei, o gospodărie boierească, o bancă populară, o carieră de piatră, o moară de apă, o școală primară mixtă, un post de jandarmi, o poștă rurală, 3 cârciumi, un sălaș de țigani. Pe atunci în sat era primar Nicolae Procopie, notar - Ștefan Ionescu, preot - Serghei Pereteatcov. Școala parohială cu o clasă înființata pe lângă biserică din 1903, iar școala laică cu patru clase fusese deschisă în 1918 în atelierul moșierului Ion Untu. În 1923 instruiau elevii trei pedagogi: Teodor Porucic și Andrei Mușcinschi cu soția Olga. Din 1931 și până în 1944 director al școlii primare din Gura Căinarului a fost Efim Popescu. Războiul, foametea și deportările masive au redus populația satului din 1940 până în 1949 de la 1720 de locuitori la 1499. Din bărbații plecați pe front 23 nu s-au întors la vatră. La 30 aprilie 1944 lângă Gura Căinarului s-a produs un accident de trenuri, fiind striviți mortal mulți ostași sovietici, osemintele cărora zac la memorialul din localitate. De asemenea 11 țărani din Gura Căinarului au fost mobilizați și au luptat în Armata Română, 15 au vărsat sânge în Afganistan, 18 locuitori în anul 1992 au apărat la Nistru independența și demnitatea Republicii Moldova.
În decembrie 1989 după 47 ani de întrerupere biserica satului cu hramul „Cuvioasa Muceniță Parascovia” și-a redeschis ușile având-l ca preot pe Grigore Lisnic.

## Demografie

### Structura etnică
Structura etnică a satului conform recensământului populației din 2004:
| Grup etnic         | Populație | % Procentaj |
| ------------------ | --------- | ----------- |
| Moldoveni / Români | 1.678     | 98,71%      |
| Ucraineni          | 13        | 0,76%       |
| Ruși               | 9         | 0,53%       |
| Total              | 1.700     | 100%        |